# 伸長位
伸長位（しんちょうい）は、人間の性交体位の一種。
正常位のバリエーションであり、男性は女性にまたがって、ペニスを膣に挿入する。女性は仰向けに寝てまっすぐ足を伸ばす。女性の足が閉じているために挿入は深くならないが、性器同士の摩擦は強く、短時間で快感に達しやすい（特に男性側）。また、女性にあまり負担が掛からないことから妊娠時の体位に適しているが、その際に男性は女性の腹部への圧迫を回避して胎児への影響が生じないよう、十分に注意する必要がある。

## 俗説
科学的根拠に乏しい主張ながら、男女の産み分けで女の子が欲しい場合は浅い挿入が良いと信じられることからこの体位が紹介されることがある。